# Nathalie Tocci
Nathalie Tocci (Roma, 7 marzo 1977) è una politologa e editorialista italiana, direttrice dell'Istituto Affari Internazionali di Roma.

## Biografia
Laureata presso l'University College di Oxford in scienze politiche nel 1998, nel 1999 ottiene un master alla London School of Economics (LSE) con una tesi sulla politica economica della Turchia. In seguito ha completato un dottorato in relazioni internazionali nel 2003 alla LSE, sviluppando una ricerca sulla questione di Cipro nel periodo 1988-2002 e le dinamiche connesse tra l'accesso all'Unione europea e la risoluzione dei conflitti.
In precedenza ha lavorato per il Robert Schuman Centre for Advanced Studies dello European University Institute, il Centre for European Policy Studies di Bruxelles e la Transatlantic Academy di Washington. Dal 2006 è direttrice della ricerca per la politica estera europea allo IAI. È consigliere dell'European Council on Foreign Relations. Dal 2012 al 2014 è stata membro del Consiglio di Amministrazione della Università di Trento. Nel 2014 è stata Consigliere per le strategie internazionali del Ministro degli Affari esteri, Federica Mogherini. Seguendo la carriera della Mogherini, dal 2014 al 2019 Alta rappresentante dell'Unione per gli affari esteri e la politica di sicurezza, ha ricoperto il ruolo di Special Adviser e del suo successore Josep Borrell. Attualmente è editorialista dei quotidiani La Stampa e The Guardian ed è stata editorialista per i problemi globali del quotidiano americano di politica  Politico.
È Professoressa Onoraria all'Università di Tubinga ed è membro del Board dell'European Policy Centre di Bruxelles
Nel 2006 entra nell'Istituto Affari Internazionali di Roma come Responsabile di Ricerca e nel 2017 viene nominata direttrice dell'Istituto. Nel 2008, nell'ambito del European Foreign and Security Policy Studies Programme, le è stato assegnato il premio Anna Lindh. Dal 2013 al 2020 è stata membro del consiglio di amministrazione di Edison SpA. Dal 2020 è consigliere eletto per conto del Ministero dell'economia e delle finanze nel consiglio di amministrazione di Eni, in qualità di amministratore non esecutivo indipendente.
È sposata dal 2005 e ha un figlio, Diego.

## Opere
- Turkey's European Future: Behind the Scenes of America's Influence on EU-Turkey Relations. New York: New York University Press, 2011.
- The EU Civil Society and Conflict. New York: Routledge, 2013.
- Framing the EU's Global Strategy. A Stronger Europe in a Fragile World. Cham: Springer-Palgrave Macmillan, 2017.